# Липовая Долина
Липовая Долина (укр. Липова Долина) — посёлок в составе Роменского района, Сумская область, Украина.
До 2020 года являлся административным центром Липоводолинского района. В Липоводолинский поселковой совет, ранее входили сёла Побиванка, Червоная Долина, Червоногорка, Шатравино и Шматково.

## Географическое положение
Липовая Долина расположена на берегу реки Хорол в месте впадения в неё реки Липовка, выше по течению на расстоянии в 3 км расположено село Панасовка, ниже по течению на расстоянии в 3,5 км расположены сёла Русановка. Через посёлок проходят автомобильные дороги Т-2113 и Т-1917.

## История
- Поселение возникло в начале XVI века на территории, которая находилась под властью Литвы. Но люди селились здесь значительно раньше, о чём свидетельствует курганный могильник, обнаруженный на северной околице поселка.
- В 1590 году постановлением Варшавского сейма большая территория Украины, в том числе Липовая Долина, была отдана Вишневецким.
- В 1647 году в Липовой Долине насчитывалось 150 дворов с населением 1179 человек.
- В 1658 году село захватили татарские отряды.
- Во время Северной войны 1700—1721 гг. население принимало участие в боевых действиях.
- В 1764 году Екатерина II подарила село гетману К. Разумовскому. В 1785 г. село было продано в казну. В 1850-е годы здесь обитало 4236 чел., а в начале XX века — 5 тысяч чел.
- 1961 — присвоен статус посёлок городского типа.
- C 1920-х годов — административный центр Липово-Долинского района Харьковской губернии, вошедшего в 1932 году в образованную в том году Харьковскую область Украинской Советской Социалистической Республики.[2]
- В январе 1989 года численность населения составляла 5303 человека[3]. В 1989 году здесь была построена поликлиника (на 150 посещений в день, инженер В. Гурский)[4].
- В мае 1995 года Кабинет министров Украины утвердил решение о приватизации находившихся здесь райсельхозтехники и райсельхозхимии[5], в июле 1995 года было утверждено решение о приватизации маслозавода, совхоза "Мичуринец" и совхоза "Червоногірський"[6].
- На 1 января 2013 года численность населения составляла 5324 человека[7].

## Экономика
- Молочно-товарная ферма, сельхозтехника.
- Липоводолинский комбикормовый завод.
- Липоводолинский маслозавод.
- Пищекомбинат Липоводолинского РПС.
- «Альянс», ООО.
- «Завод Кобзаренка», ООО
- Липоводолинский райснаб, ООО.
- Липоводолинский агролесхоз.

## Объекты социальной сферы
- Детский сад.
- Школа.
- Дом культуры.
- Больница.
- Детская школа искусств.

## Религия
- Православие.
- Свидетели Иеговы.
- Баптисты.
- Пятидесятники.
- Церковь адвентистов седьмого дня.

## Известные уроженцы, жители
- Андриевский, Виктор Петрович (1911—1977) — советский украинский историк, этнограф, педагог и психолог, кандидат исторических наук.
- Карпенко Александр Николаевич (1896—1991)— советский учёный